# Alkétas Panagoúlias
Alkétas Panagoúlias (en grec : Αλκέτας Παναγούλιας, né le 30 mai 1934 à Thessalonique, et mort le 18 juin 2012) est un footballeur, puis entraîneur de football grec.

## Biographie
Ancien joueur de l'Aris Salonique, Panagoulias a commencé sa carrière d'entraîneur aux États-Unis, à l'Atlas Soccer Club de New York. De retour en Grèce, il devint l'assistant du sélectionneur de l'équipe de Grèce, le nord-irlandais Billy Bingham en 1972. Il lui succéda un an plus tard et obtint un succès majeur en qualifiant la Grèce pour la phase finale de l'Euro 1980.
La suite de sa carrière d'entraîneur se déroula alternativement en Grèce (entre Olympiakos avec lequel il remporte 4 titres de champion et l'Aris Salonique) et aux États-Unis (où il entraina notamment l'équipe américaine olympique aux JO de 1984).
Il fit son retour à la tête de la sélection grecque en 1992 et réussit à la qualifier pour la World Cup 1994 (première phase finale de coupe du monde pour la Grèce).
Ses deux dernières expériences d'entraîneur eurent lieu à Iraklis (1996-1998) puis à l'Aris Salonique (1998-1999).